# Syberia (Beskid Śląski)
Syberia (637 m), Sybirka – góra wznosząca się po zachodniej stronie zabudowanych terenów miejscowości Milówka w województwie śląskim, w powiecie żywieckim. W regionalizacji fizycznogeograficznej Polski według Jerzego Kondrackiego znajdująca się w Beskidzkie Śląskim, w nowej regionalizacji na Międzygórzu Jabłonkowsko-Koniakowskim. Północno-zachodnie stoki Syberii opadają do potoku Sucha Nieledwia, którego koryto oddziela ją od wzniesienia Suche, stoki wschodnie do Soły, południowo-wschodnie do Nieledwianki, południowe do Kiczory. Syberia jest w dużym stopniu porośnięta lasem, ale na jej północno-wschodnich stokach są pola i zabudowania Milówki.
Państwowy rejestr nazw geograficznych podaje nazwę Syberia, ale według Aleksego Siemionowa prawidłowa nazwa to Sybirka, takiej nazwy bowiem używa miejscowa ludność. Pochodzenie nazwy jest nieznane. Na stokach góry ciągną się zachowane do dziś okopy, transzeje oraz ruiny niemieckich fortyfikacji z lat 1944–1945.

## Przypisy

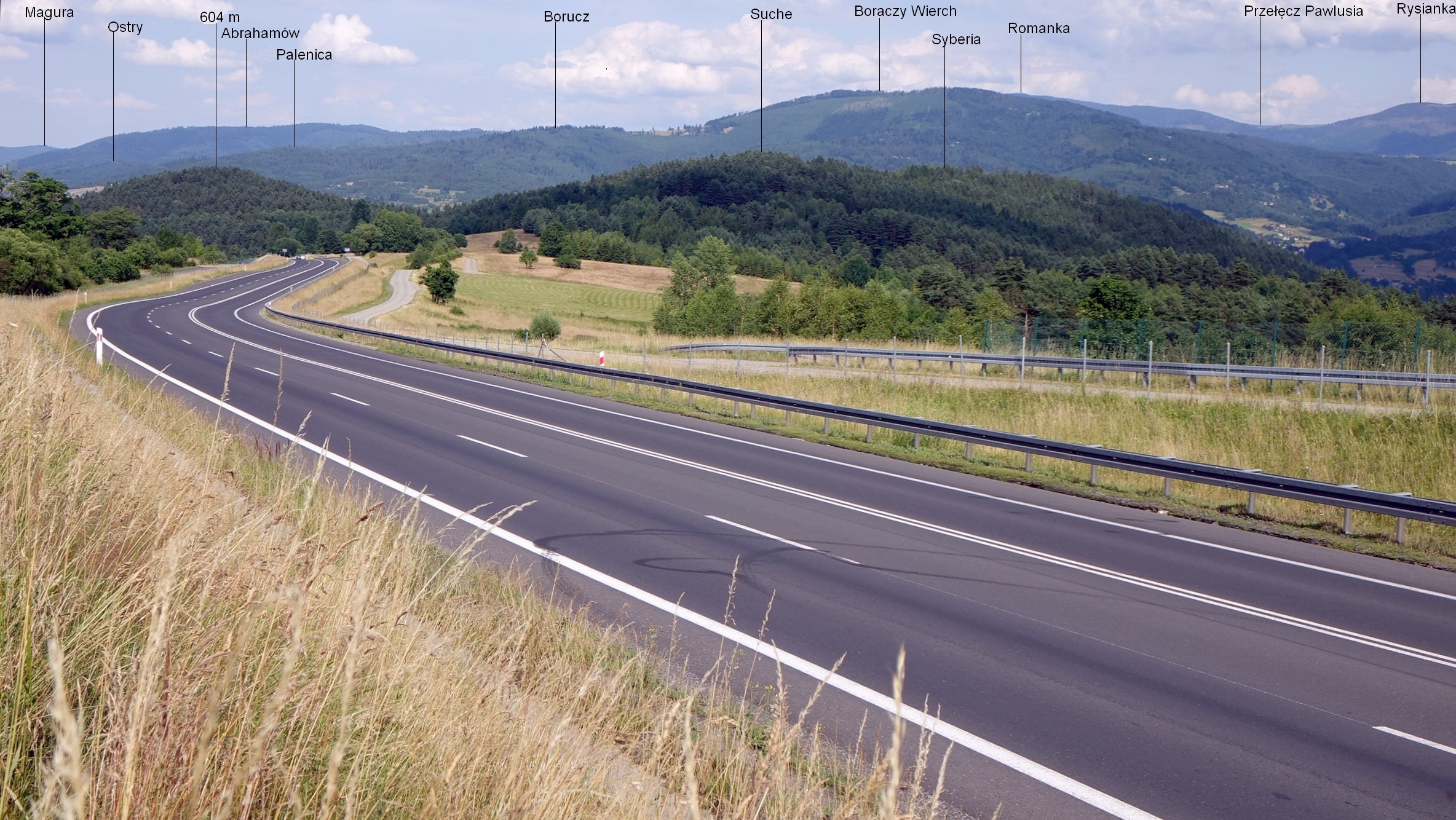
Widok z drogi ekspresowej S1